# Himesh Patel

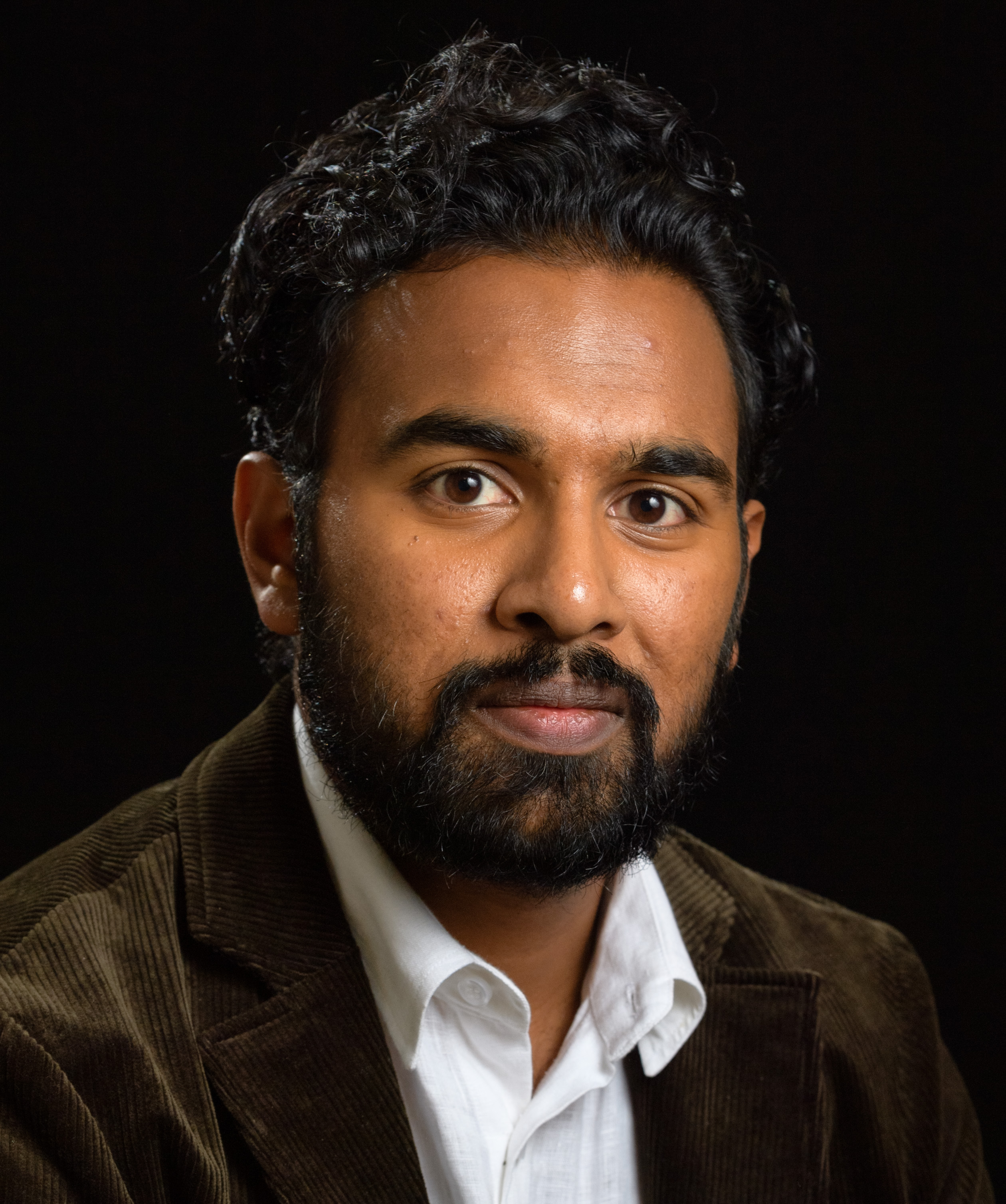
Himesh Patel (2019)

Himesh Jitendra Patel (* 13. Oktober 1990 in Huntingdon, Cambridgeshire) ist ein britischer Schauspieler.

## Leben
Patel sammelte erste Erfahrungen als Mitglied einer Jugendtheatergruppe in Peterborough. 2007 wurde er für die Rolle des Tamwar Masood in der BBC-Fernsehserie EastEnders gecastet. Dort trat er bis zum Jahr 2016 in 566 Episoden an der Seite von Nina Wadia auf. Die gleiche Rolle übernahm er in der Spin-off-Serie EastEnders: E20. Für eine Episode dieser Serie schrieb er gemeinsam mit Charlie G. Hawkins und weiteren Autoren auch das Drehbuch.
Nach seinem Ausstieg aus EastEnders war er von 2016 bis 2018 in zwei Staffeln der Sitcom Damned als Sozialarbeiter Nitin zu sehen.
2019 übernahm er in Danny Boyles Film Yesterday die Hauptrolle des Jack Malik.

## Filmografie (Auswahl)
- 2007–2016: EastEnders (Fernsehserie, 566 Episoden)
- 2010: EastEnders: E20 (Fernsehserie, 1 Episode)
- 2014: Two Dosas (Kurzfilm)
- 2016: Rapscallions (Kurzfilm)
- 2016–2018: Damned (Fernsehserie, 12 Episoden)
- 2017: The Fox (Kurzfilm)
- 2019: Is This Life? (Kurzfilm)
- 2019: Yesterday
- 2019: The Aeronauts
- 2020: Avenue 5 (Fernsehserie, 5 Episoden)
- 2020: The Luminaries (Miniserie, 6 Episoden)
- 2020: Tenet
- 2021: Enjoy (Kurzfilm)
- 2021: Don’t Look Up
- 2021–2022: Station Eleven (Miniserie, 7 Episoden)
- 2022: Enola Holmes 2
- 2022: Maurice der Kater (The Amazing Mauric, Sprechrolle)
- 2023: Black Mirror (Fernsehserie, Folge Joan Is Awful)
- 2023: Good Grief
- 2024: Greedy People
- 2024: The Assessment